# 中药减肥
中药减肥是使用中药的特殊的配置偏方来达到减肥瘦身的目的。
原理為从健脾、化痰、益气、祛濕等角度出发，通过中药的易消化排泄的方法，调整人体内在机能的恢复，从而将人体中的能量代谢正常转化，以达到健康减肥瘦身的良好目的。

## 使用人群
便秘、热性体质的人都有良好的效果。

## 注意事项
中药减肥终归也是药物，至古有“是药三分毒”，其也有一定药性及禁忌，中药减肥也不易长期服用。